# Acqua & Sapone 2006
Questa voce raccoglie le informazioni riguardanti l'Acqua & Sapone nelle competizioni ufficiali della stagione 2006.

## Stagione
La squadra partecipò durante la stagione alle gare del circuito UCI Europe Tour.

## Organico

### Staff tecnico
GM=General manager; DS=Direttore sportivo.
|  | Naz.              | Ruolo | Sportivo            |  |  |  |
|  | ----------------- | ----- | ------------------- |  |  |  |
|  | Italia (bandiera) | GM    | Palmiro Masciarelli |  |  |  |
|  | Italia (bandiera) | DS    | Franco Gini         |  |  |  |

### Rosa
|  | Naz.                   |  | Sportivo              | Anno |  |  |
|  | ---------------------- |  | --------------------- | ---- |  |  |
|  | Russia (bandiera)      |  | Aleksandr Arekeev     | 1982 |  |  |
|  | Estonia (bandiera)     |  | Andrus Aug            | 1970 |  |  |
|  | Italia (bandiera)      |  | Gabriele Balducci     | 1975 |  |  |
|  | Italia (bandiera)      |  | Denis Bertolini       | 1977 |  |  |
|  | Italia (bandiera)      |  | Stefano Cavallari     | 1978 |  |  |
|  | Italia (bandiera)      |  | Luca Celli            | 1979 |  |  |
|  | Italia (bandiera)      |  | Crescenzo D'Amore     | 1979 |  |  |
|  | Italia (bandiera)      |  | Lorenzo Di Silvestro  | 1970 |  |  |
|  | Italia (bandiera)      |  | Alessandro Donati     | 1979 |  |  |
|  | Bielorussia (bandiera) |  | Andrėj Kunicki        | 1984 |  |  |
|  | Italia (bandiera)      |  | Andrea Masciarelli    | 1982 |  |  |
|  | Italia (bandiera)      |  | Francesco Masciarelli | 1986 |  |  |
|  | Italia (bandiera)      |  | Simone Masciarelli    | 1980 |  |  |
|  | Italia (bandiera)      |  | Leonardo Moser        | 1984 |  |  |
|  | Italia (bandiera)      |  | Rinaldo Nocentini     | 1977 |  |  |
|  | Italia (bandiera)      |  | Giuseppe Palumbo      | 1975 |  |  |
|  | Francia (bandiera)     |  | Etienne Pieret        | 1988 |  |  |
|  | Italia (bandiera)      |  | Andrea Rossi          | 1979 |  |  |
|  | Bielorussia (bandiera) |  | Branislaŭ Samojlaŭ    | 1985 |  |  |
|  | Bielorussia (bandiera) |  | Kanstancin Siŭcoŭ     | 1982 |  |  |
|  | Colombia (bandiera)    |  | Mauricio Soler        | 1983 |  |  |
|  | Rep. Ceca (bandiera)   |  | Ondřej Sosenka        | 1975 |  |  |
|  | Italia (bandiera)      |  | Andrea Tonti          | 1976 |  |  |
|  | Francia (bandiera)     |  | Frank Vandenbroucke   | 1974 |  |  |
|  | Slovenia (bandiera)    |  | Jure Zrimsek          | 1982 |  |  |

## Palmarès

### Corse a tappe
- Saaremaa Velotour

2ª tappa (Andrus Aug)
5ª tappa (Andrus Aug)
6ª tappa (Andrus Aug)
Classifica generale (Andrus Aug)
- Settimana Ciclistica Lombarda

2ª tappa (Gabriele Balducci)
- Závod Míru

5ª tappa (Kanstancin Siŭcoŭ)
- Circuit de Lorraine

2ª tappa (Juan Soler)
Classifica generale (Juan Soler)
- Euskal Bizikleta

2ª tappa (Andrea Tonti)

### Corse in linea
- Coppa Placci (Rinaldo Nocentini)
- Giro del Veneto (Rinaldo Nocentini)
- Giro dell'Appennino (Rinaldo Nocentini)
- Gran Premio Fred Mengoni (Andrea Tonti)
- Duo Normand (Ondrej Sosenka)

### Campionati nazionali
- Campionati bielorussi: 1

In linea (Kanstancin Siŭcoŭ)
- Campionati cechi: 1

Cronometro (Ondrej Sosenka)

## Classifiche UCI

### UCI Europe Tour
Individuale
Piazzamenti dei corridori dell'Acqua & Sapone nella classifica dell'UCI Europe Tour 2006.
| Pos. | Ciclista           | Punti |
| ---- | ------------------ | ----- |
| 3    | Rinaldo Nocentini  | 582   |
| 8    | Andrea Tonti       | 441   |
| 51   | Kanstancin Siŭcoŭ  | 197   |
| 92   | Mauricio Soler     | 156   |
| 138  | Ondřej Sosenka     | 116   |
| 187  | Gabriele Balducci  | 94    |
| 208  | Giuseppe Palumbo   | 86    |
| 230  | Stefano Cavallari  | 79    |
| 230  | Simone Masciarelli | 79    |
| 264  | Andrus Aug         | 67    |
| 326  | Alexander Arekeev  | 54    |
| 381  | Andrėj Kunicki     | 45    |
| 381  | Andrea Masciarelli | 45    |
| 396  | Crescenzo D'Amore  | 42    |
| 778  | Denis Bertolini    | 15    |
| 829  | Alessandro Donati  | 12    |
| 968  | Branislaŭ Samojlaŭ | 8     |
| 1233 | Andrea Rossi       | 4     |

Squadra
L'Acqua & Sapone chiuse in prima posizione con 1751 punti.